# Crixo
Crixo o Criso (en latín, Crixus; Galia, ¿?-Apulia, 72 a. C.) fue un esclavo, gladiador y dirigente de la rebelión de esclavos en la tercera guerra servil, junto a Espartaco, Enomao, Cánico y Casto. Su nombre significa «pelo divino».
Era originario de la Galia y había sido un esclavo durante varios años antes de la rebelión. Crixo fue capturado por los romanos cuando combatía con los Alóbroges contra los romanos. Al igual que sus compañeros, Crixo se entrenó como gladiador en Capua. En varias escaramuzas tempranas, su compañía de gladiadores celtas cambió el rumbo de la batalla atacando los puntos débiles del enemigo.
Inicialmente, el ejército de esclavos tuvo gran éxito, derrotando a las fuerzas del Senado romano enviadas para sofocar la insurrección. Sin embargo, Crixo se separó de Espartaco hacia finales de año. Espartaco quería regresar a la Galia y los Balcanes, pero Crixo optó por el saqueo y se quedó en el sur de Italia. Algunas fuentes sugieren que la separación de Espartaco pudo haber sido también una estrategia militar acordada entre ambos (Crixo y Espartaco) para deshacerse de los romanos. El señuelo permitiría a Espartaco escapar al extremo norte con el cuerpo principal del ejército, sin embargo como los ejércitos romanos comenzaban a regresar a sus hogares de las campañas en el extranjero por el oeste y el este, podría representar una posición peligrosa para Espartaco. Si el señuelo funcionaba, Crixo se reuniría con Espartaco por otra ruta, pero no hay ningún dato real que demuestre que esto fue así.
En la primavera de 72 a. C., uno de los dos cónsules romanos enviados para sofocar la rebelión, Lucio Gelio Publícola, atacó a Crixo y sus fuerzas (de celtas y germanos) en la región de Apulia. En la batalla del Monte Gargano, Crixo usó su infantería germana para debilitar a los romanos antes de enviar a sus gladiadores celtas. Sin embargo sus guerreros germanos fueron derrotados, lo que forzó a Crixo a luchar en forma defensiva, siendo derrotado. Crixo y su ejército de 20 000 hombres fueron totalmente aniquilados.
Espartaco honró la memoria del exgladiador Crixo con juegos funerales en los que obligó a 300 prisioneros de guerra romanos a luchar a muerte como gladiadores.

## En cultura popular
- Crixo fue interpretado por John Ireland en la película "Espartaco" de 1960.
- Crixo aparece como personaje en la versión musical de Espartaco de Jeff Wayne, interpretado por el cantante Fish.
- Crixo fue interpretado por Paul Kynman en la película `para televisión "Espartaco" del 2004.
- Crixo es interpretado por Manu Bennett en la serie Spartacus: Blood and Sand,[4] Spartacus: Gods of the arena, Spartacus: Vengeance y Spartacus: War of the Damned.
- En el juego en línea "Space Trek: New Empires", Crixo es un esclavo de Trujen, Dios de STNE.